# Okres Żary
Okres Żary (polsky Powiat żarski) je okres v polském Lubušské vojvodství u hranic s Německem. Rozlohu má 1393 km² a v roce 2021 zde žilo 94 508 obyvatel. Sídlem správy okresu je město Żary.

## Gminy
Městské:
- Łęknica
- Żary

Městsko-vesnické:
- Brody
- Jasień
- Lubsko

Vesnické:
- Lipinki Łużyckie
- Przewóz
- Trzebiel
- Tuplice
- Żary

## Města
- Brody
- Jasień
- Lubsko
- Łęknica
- Żary

## Sousední okresy
| Růžice kompasu | Słubice     | Krosno Odrzańskie | Zelená Hora        | Růžice kompasu |
| Růžice kompasu | Spréva-Nisa | Sever             | Zaháň, Zelená Hora | Růžice kompasu |
| Růžice kompasu | Spréva-Nisa | Okres Żary        | Zaháň, Zelená Hora | Růžice kompasu |
| Růžice kompasu | Spréva-Nisa | Jih               | Zaháň, Zelená Hora | Růžice kompasu |
| Růžice kompasu | Zhořelec    | Zgorzelec         | Zaháň              | Růžice kompasu |